# Frédéric Frégose
Pour les autres membres de la famille, voir Fregoso.
Federico Da Campo Fregóso (né à Gênes, alors dans la république de Gênes vers 1480 et mort à Gubbio le 11 novembre 1541) est un cardinal italien du XVIe siècle.

## Biographie
Né à Gênes, il est le fils de Auguste Frégose et de son épouse Gentille de Montefeltro. Il est le frère d'Octavien, doge, puis gouverneur de Gênes pour les Français en 1515.
Il fut élevé par son oncle maternel, Gui Baldo, duc d'Urbin, qui lui fait donner en 1507 l'archevêché de Salerne, par le Pape Jules II, mais le roi d'Espagne : Ferdinand le Catholique, à qui appartenait le royaume de Naples refuse de le reconnaître à cause de ses sympathies pour la France qu'il avait montré lors des dernières guerres. Pour le dédommager, le pape le nomme évêque de Gubbio en 1508 dans l'État ecclésiastique. La cour d'Urbin, était alors le rendez-vous et le séjour d'un grand nombre de gens de lettres et y passa une partie de sa jeunesse, liant des amitiés durables, et particulièrement avec Pietro Bembo, devenu cardinal depuis.
Après des révoltes à Gênes et la victoire de la famille Adorno, il est expulsé et il se réfugie à Rome. En 1513, sa famille retourne à Gênes ; son frère devient doge et Federico, son conseiller principal, est chef de l'armée. En 1522, il doit se réfugier en France, où le roi François lui offre l'abbaye de Saint-Bénigne de Dijon. Il y étudie le grec et le l'hébreu. Il renonce au gouvernement du diocèse de Salerne en 1529. Il est élu abbé commendataire de S. Croce de Fonte Avellana en 1532.
Le pape Paul III le crée cardinal lors du consistoire du 19 décembre 1539.
Fregóso est un ami des figures littéraires du temps, Baldassare Castiglione et Pietro Bembo, qui fait du cardinal un personnage dans Il Cortegiano et Prose della volgar lingua. Il est connu comme le père des pauvres à cause de sa générosité.

## Œuvres littéraires
(liste non exhaustive)
- Trattato del'orazione
- Meditaxioni sopra salmi CXXX e CXLV
- Orasione a Genovisi
- Parafrasi sopra il Pater noster in terra rima
- Lettres latines dans le recueil des Letrres de Pietro Bembo de Sadolet, etc.